# Mesrob Sarkisjan
Mesrob (imię świeckie Urardu Sarkisjan, ur. 24 sierpnia 1983 w Al-Kamiszli) – duchowny Apostolskiego Kościoła Ormiańskiego, od 2018 biskup Zjednoczonych Emiratów Arabskich.

## Życiorys
Święcenia kapłańskie przyjął 14 maja 2006. Sakrę biskupią otrzymał 15 kwietnia 2018.